# Molybden(II) silicide
Molybden đisilixua là một hợp chất vô cơ có thành phần gồm hai nguyên tố là molybden và silic, với công thức hóa học là MoSi2. Hợp chất này còn là là một loại vật liệu gốm chịu lửa với mục đích sử dụng chính trong các bộ phận làm nóng. Nó có mật độ vừa phải, nhiệt độ nóng chảy 2030 ℃, và có tính dẫn điện. Ở nhiệt độ cao, nó tạo thành tầng thụ động có thành phần là silic dioxide, bảo vệ khỏi quá trình oxy hóa. Hợp chất này là một vật liệu hợp chất kim loại màu xám với cấu trúc tinh thể bốn phương (dạng alpha) và dạng sáu cạnh không ổn định của dạng beta. Nó không hòa tan trong hầu hết các axit nhưng hòa tan trong axit nitric và axit flohydric.
Các thành phần làm lạnh của molybden đisilixua có thể được sử dụng khi nhiệt độ lên đến 1800 ℃, trong lò nung điện sử dụng trong phòng thí nghiệm và môi trường sản xuất trong các quy trình sản xuất thủy tinh, thép, điện tử, gốm sứ, và trong xử lý nhiệt các vật liệu. Ngoài ra, molybden đisilixua còn được sử dụng trong vi điện tử như một vật liệu tiếp xúc. Nó thường được sử dụng để tăng độ dẫn và tăng tốc độ tín hiệu.